# .kr
‎.kr‏ دامنه اینترنتی اختصاص داده شده به کشور کره جنوبی است.